# Atropa
Atropa je v grški mitologiji najstarejša izmed sester mojr. Ona je tista, ki s škarjami prereže nit življenja. Izmed vseh treh sester je znana kot najmanj popustljiva. V rimski mitologiji jo zamenjuje Morta.
Po njej je poimenovan rastlinski rod Atropa, kamor med drugim sodi strupena volčja češnja (Atropa belladonna), in alkaloid atropin, izoliran iz nje.